# Dorfkirche Woddow

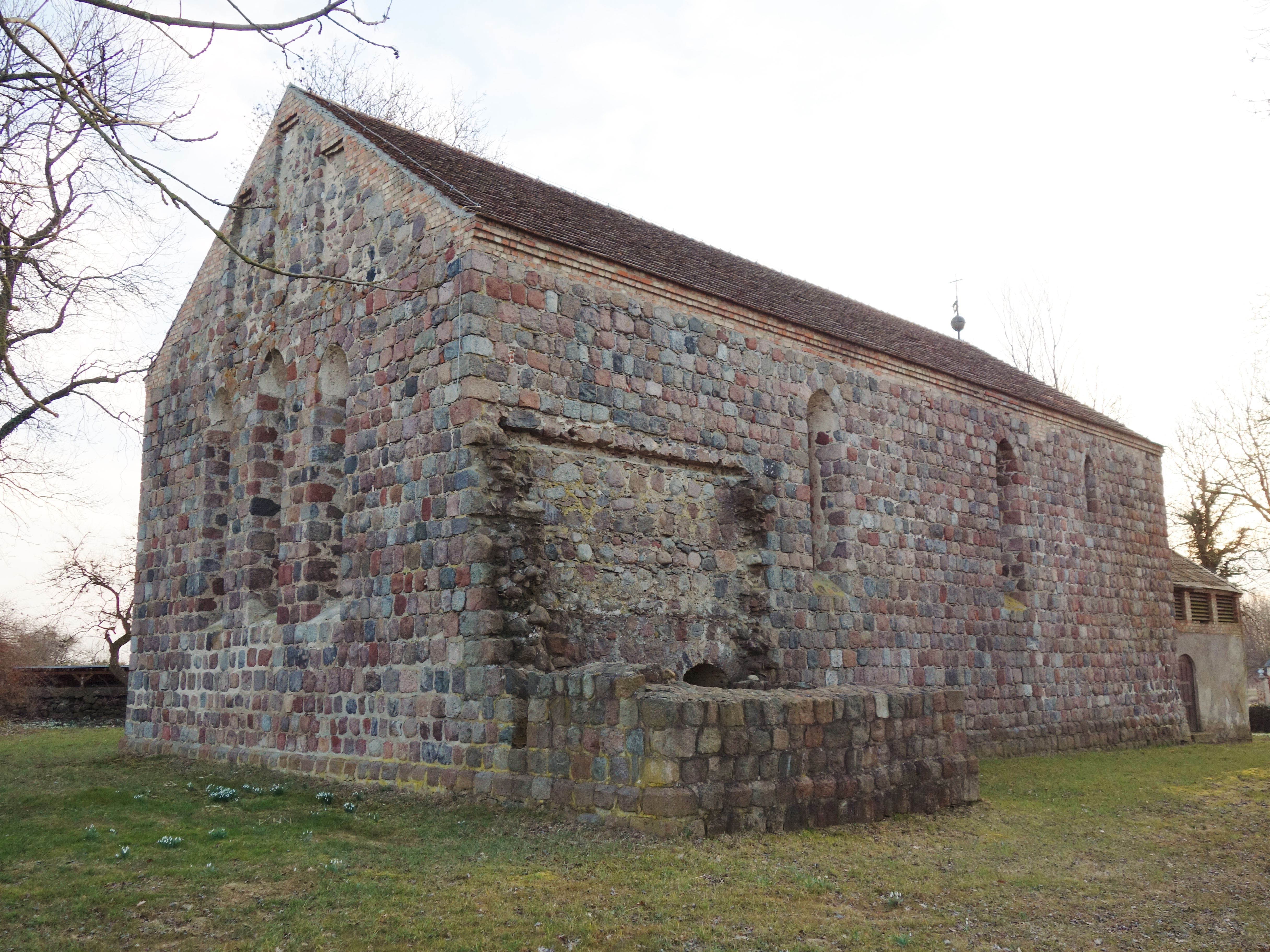
Nordostansicht mit den Resten der Sakristei

Die evangelische Dorfkirche Woddow ist ein Kirchengebäude im Ortsteil Woddow der Stadt Brüssow, im Landkreis Uckermark des deutschen Bundeslandes Brandenburg. Die Kirche gehört zur Kirchengemeinde Brüssow im Pommerschen Evangelischen Kirchenkreis der Evangelisch-Lutherischen Kirche in Norddeutschland.
Sie wird unter der Nummer 09130185 im Denkmalverzeichnis des Landes geführt.

## Architektur
Die Saalkirche wurde in sauber gequadertem Feldsteinmauerwerk während der Ostkolonisation in der zweiten Hälfte des 13. Jahrhunderts erbaut. Ursprünglich hatte die Kirche seit 1709 einen Fachwerkturm. Dieser wurde im Zweiten Weltkrieg zerstört und 1962 abgetragen, während der Rest der Kirche neu aufgebaut wurde. Statt des Turms entstand ein verputzter Anbau aus den 1960er Jahren.
An der Nordwand sind die Reste einer Sakristei erhalten.
Die Kirche hat ein gestuftes Südportal und Lanzettfenster. Die drei Lanzettfenster in der Ostwand bilden eine gestaffelte Gruppe, die sich vermutlich in einer Blendengruppe im Giebel wiederholte, die aber wegen einer späteren Verringerung der Firsthöhe des Dachs nicht mehr vollständig ist.

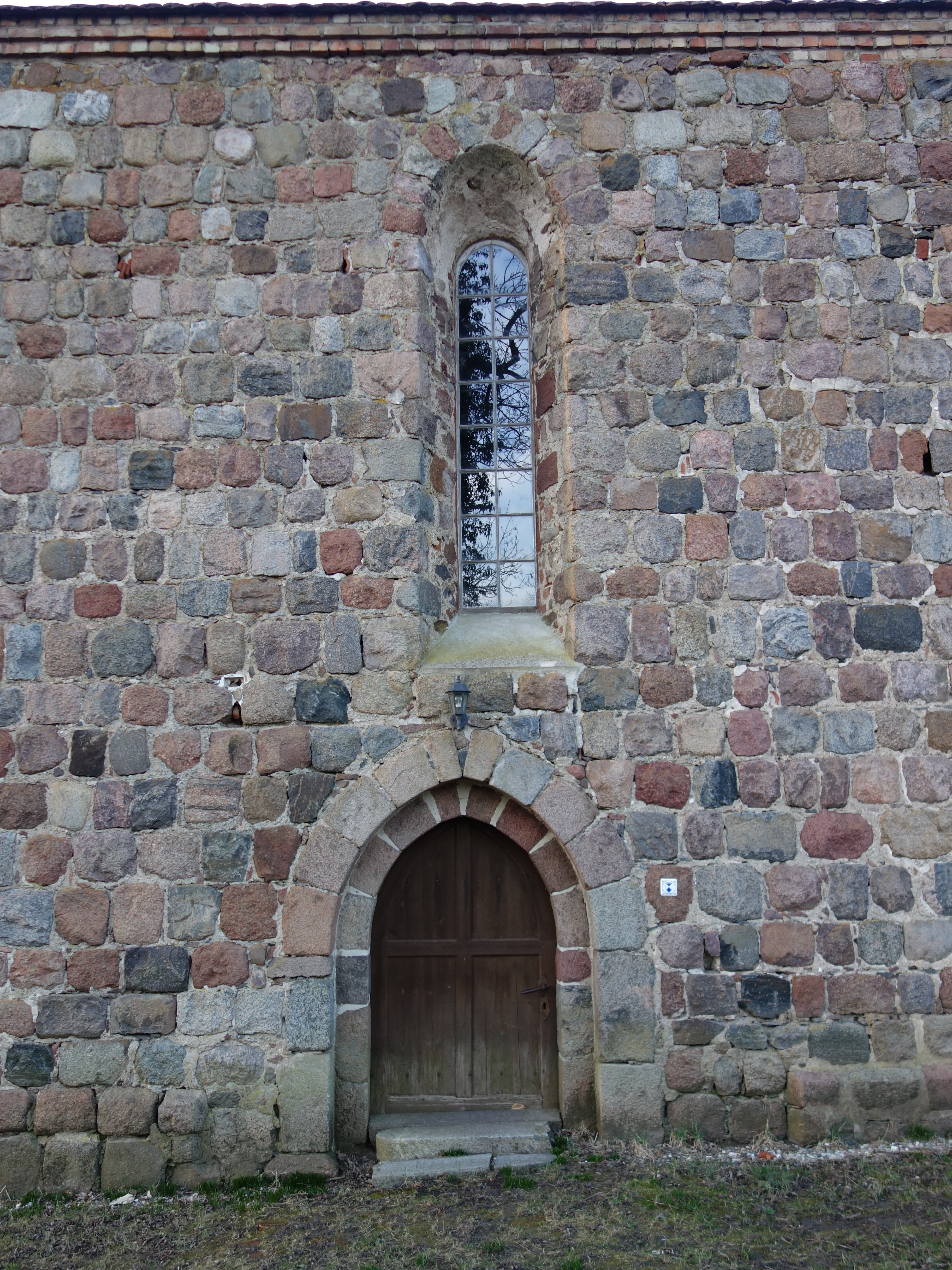
Gestuftes Südportal mit einem der Lanzettfenster

## Innengestaltung
Ausgestattet ist die Dorfkirche mit einem Schnitzaltar aus dem 16. Jahrhundert, der 2007 restauriert wurde. Er zeigt in der Mitte eine Marienkrönung und weibliche Heilige, in den Flügeln Apostelfiguren. Ein Predigtpult ist mit geschnitzten Brüstungsfeldern einer Kanzel des 17. Jahrhunderts ausgestattet. Zwei Glocken stammen aus den Jahren 1509 und 1540 und wurden von J. Meig gegossen. 
Die Orgel ist ein Werk von Alexander Schuke aus dem Jahr 1957 mit 15 Registern auf zwei Manualen und Pedal, das 2014 aus dem Gemeindesaal der Petrikirche in Berlin hierher übertragen wurde.